# Faronta napali
Faronta napali är en fjärilsart som beskrevs av Köhler 1959. Faronta napali ingår i släktet Faronta och familjen nattflyn. Inga underarter finns listade i Catalogue of Life.